# امامزاده سید اسحاق (تهران)
امامزاده سید اسحاق  بقعه‌ای است که مردم آن را قدمگاه چهارده معصوم  هم می‌خوانند. تاریخ احداث این بنا قرن هشتم یا نهم هجری است.
اسحاق از نوادگان امام موسی کاظم است، شجره نامه دقیق امامزاده، اسحاق بن حسین بن حسن بن اسحاق بن جعفر بن حسن بن احمد بن هرون بن حسین بن ابراهیم بن محمد صالح بن موسی الکاظم است. وی به ولایت ری آمد و در ضلع شمیران به اتفاق اسماعیل بن زکریا کشته شد.
سرداب، که قبر اصلی در آن قرار دارد، به وسیله در و پله‌های فلزی و سبز رنگ به حرم راه دارد. سنگ قبر به صورت یک سنگ قدیمی و طوسی رنگ است که به صورت برجسته به خط نستعلیق و در ستون‌های مستقل روی آن مطالبی نوشته شده‌است.
سنگ شکسته و فرسوده دیگری که روی آن کلمات ((هذا المرقد)) باقی بوده در طرف دیگر سرداب دیده می شده‌است. سبک خط ثلث، و کلمات روی آن می رساند که این سنگ از آثار قرن هشتم یا نهم هجری باید بوده باشد.
در امامزاده شجره نامه‌ای موجود است که به دستور اداره اوقاف از مشهد مقدس به تهران منتقل شده و نسب واقعی امامزاده را تأیید می‌کند.
در سرداب سنگ مرمر کوچکی موجود است، که از ابتدا همراه سنگ مرمر پیدا کرده‌اند وروی آن حک شده است((بسم الله الرحمن الرحیم اقا سید عیسی ابن موسی ابن جعفر نوالهدی حسینی)).
در گذشته، بقعه دارای ضریحی بود که در سمت شمال اتاق قرار داشت. این ضریح بسیار کوچک  و ساده به طول کمتر از یک متر و پنجاه سانتی‌متر و عرض هفتاد و پنج سانتی‌متر وده متر و ده سانتی‌متر بوده‌است و روی دیوارهای اطراف اتاق، تماثل ائمه و زیارت نامه‌های که برخی از آن‌ها به خط زیبا و خوانایی نوشته شده و ادعیه و مانند اینها آویخته بوده‌است.
مساحت بقعه کمتر از سی مترمربع است، در فهرست اوقاف درباره این مکان چنین آمده‌است: امامزاده چهارده معصوم، به مساحت بیست متر مربع به پلاک ۲۹۳۴ واقع است در بخش نه تهران و بقعه او در کوچه خدابنده لو در خیابان ناصریه واقع شده، این امامزاده مشهور به سید بن اسحاق می‌باشد.

## معماری
بالای پیش آمدگی آجری در، قاب کوچکی از کاشی لاجوردی رنگ دیده می‌شود که روی آن به خط نستعلیق نوشته شده: ((اللهم صل علی محمد و آل محمد)). در صورت بازبودن در امامزاده، با مشاهده پارچه‌های سبز رنگی که داخل بنا نصب شده است، می‌توان متوجه بقعه امامزاده شد.
بیشتر زائران این امامزاده مردم محلی هستند. با توجه به محل زیارتگاه، دیگران کمتر از مکان آن اطلاع دارند. نداشتن صحن، کوچک بودن بنا و نداشتن گنبدو گلدسته یا مظاهر دیگری که زیارتگاه را بناهای مجاور متمایز سازد به این امر کمک می‌کند و توجه افراد را کمتر به این محل معطوف می‌سازد.

### رسوم
قبل از تولیت امامزاده توسط اداره اوقاف فقط روزهای پنجشنبه، در زیارتگاه به روی زائران باز بود و زیارتگاه بسیار شلوغ می‌شد و زائرانی که بیشتر شان محلی بودند برای خواندن دعا وزیارت در همان مکان کوچک، گرد هم می‌آمدند. امروزه، به جز روزهای تعطیل، هر روز در زیارتگاه باز است. به دلیل اینکه بقعه تنها یک خادم دارد و وی کلیددار است، ساعات بازبودن بقعه چندان منظم نیست. همچنین چون حرم مردانه و زنانه ندارد، و خادم بقعه خانم است، آقایان به ندرت برای زیارت می‌آیند و بعد از خواندن دعا و نماز آنجا را ترک می‌کنند. در گذشته زیارت ((عاشورا)) در عصر روز دوشنبه اجرا می‌شد.
زائران می‌توانند شمعی را در سینی کوچکی، که در پاگرد قرار دارد، روشن کنند. امروزه تعداد زائران بقعه بسیار کاهش یافته‌است. به علت عدم رسیدگی مناسب، این امامزاده شکل مخروبه‌ای به خود گرفته و به تدریج به دست فراموشی سپرده شده‌است. اغلب زائران اهالی قدیمی محل هستند، که از قبل با این محل آشنایی داشته و همچنان برای بهره‌مندی از الطاف این امامزاده به این مکان مراجعه می‌کنند.
در نزدیکی امامزاده هیئتی نیز وجود دارد که در ایام محرم مراسم عزاداری برگزار می‌کند.

### جزئیات
در قسمت پایین نمای شمالی (نمای مشرف به کوچه)، دو پنجره با نرده‌های مشبک و فلزی سبز رنگ قرار دارد که به فضای زیر زمین متصل است و در فاصله پنجاه سانتی‌متری زمین قرار گرفته‌است. قبر امامزاده به‌طور دقیق در زیر این پنجره‌ها، و با گود برداری اطراف، برآمدگی آن کاملاً مشخص است. این پنجره در حکم ضریح امامزاده، و محل زیارت عابران است. بالای این پنجره و در داخل سه طاق نما، پنجره‌هایی متصل به فضای اتاق طبقه اول دیده می‌شود. این سه طاق نما در قابی مستطیل شکل قرار گرفته‌اند. این قاب‌ها و طاق نماها هره چینی شده‌اند. طاق نمای سمت راست این نما کوچک‌تر از بقیه است. سه پنجره مرتفع موجود در این طاق نماها، در ارتفاع تقریبی دو متر و هشتاد سانتی‌متر از سطح زمین ایجاد شده‌اند. قاب این پنجره‌ها چوبی و پنجره‌های آن مشبک است و شبکه‌ها با شیشه‌های رنگین آبی، زرد، سبز و قرمز پر شده‌اند. بالای این سه طاق نما، کتیبه‌ای کاشی کاری به خط ثلث دیده می‌شود که روی آن نوشته شده است((آستانه مبارکه امامزاده اسحق  ابن موسی ابن جعفر علیه السلام)) فضای بین قوس‌ها نیز، در این قاب، کاشی کاری و منقوش به اسلیمی و کتیبه است. کتیبه‌ها بین قوس‌ها، شامل اسماء جلاله است که در طول یکدیگر روی آن‌ها نقش بسته، و به ترتیب از غرب به شرق آمده‌است. نمای شرقی آجری است. بعد از طی پنج پله، فضای کوچک مستطیل شکلی، حدود هفتاد و پنج سانتی مترمربع، در مقابل در ورودی حرم دیده می‌شود که پیش فضای بقعه به‌شمار می‌رود. چرخش دو پله بالایی به سمت راست، زائر را به داخل حرم، که در ورودی آن نیز در سمت راست است، هدایت می‌کند. جداره جنوبی و شرقی داخل اتاقک ورودی (پیش فضا) چوبی و جداره جنوبی در ورودی حرم است. اطراف این درکه به داخل حرم باز می‌شود،((آیه الکرسی)) به خط نسخ تحریر شده است((بسم الله الرحمن الرحیم الله لا الله الا هو الحی القیوم لا تاخذه سنه و لا نوم له ما فی السماوات و ما فی الارض من ذاالذی یشفع عنده الا باذنه یعلم ما بین ایدیهم و ما خلفهم و لا یحیطون))-دنباله این آیات روی جداره دیگر((شرقی))که عمود بر این در به موازات در فلزی سبزرنگ، روی پله سوم ورودی، است دیده می‌شود- روی نیمه بالایی این در آیاتی از سورهٔ ((توحید))به خط نستعلیق معرق کاری شده‌است. و در قسمت پایینی نیز شجره نامه امامزاده اسحاق و اسامی پنج تن به خط نستعلیق به صورت زیر دیده می‌شود: ((الله فاطمه  بسم الله الرحمن الرحیم محمد و علی حسن و حسین اسحق ابن حسین بن حسن بن اسحق بن جعفر بن حسن بن احمد بن هرون بن حسین بن ابراهیم بن محمد بن الصالح بن موسیس بن جعفر بن محمد بن علی بن الحسین بن علی ابن ابی طالب علیهم  و صلوات ملائکه و رسله)) پشت این در نیز ((بسم الله الرحمن الرحیم)) به صورت زیبایی به شکل یک پرنده به شیوه معرق روی در ایجاد شده که زمینه آن سبزرنگ است و نقوش اسلیمی و ختایی اطراف آن جلوه خاصی به آن بخشیده است. این قسمت هنگام بازبودن در دیده نمی‌شود. ابعاد این در دو متر و دوازده سانتی‌متر در نود و چهار سانتی‌متر است. دورتادور جداره چوبی دیگر، که در قسمت شرقی اتاقک قرار دارد، ادامه ((آیه الکرسی)) به خط نسخ تحریر شده است: ((بشی ءمن علمه الا بماشاء وسع کرسیه السموات و الارض ولا یوده حفظها و هو العلی العظیم لا اکراه فی الدین قد تبین الرشد من الغی فمن یکفر بالطاغوت و یومن بالله فقد استمسک بالعروه الوثقی لا انفصام لها و الله سمیع علیم.)) نیمه بالای آن، مانند پنجره‌های بقعه، فلزی مشبک است که با شیشه‌های رنگی مزین شده‌است. و روی نیمه پایینی به صورت مدور نام ((علی)) به تکرار معرق کاری شده و در مرکز نام ((الله)) و نقوش اسلیمی اطراف نیز جلوه خاصی به آن بخشیده است. پارچه سبز رنگی دور تا دور حرم تا فاصله یک متر و پنجاه سانتی‌متر از کف زمین کشیده و به وسیله تیرهای چوبی به دیوارها متصل شده‌است.
علاوه بر آن، پارچه‌هایی با نام ((اباعبدالله)) منقوش و تابلوهای وقفی نیز در اطراف قرار دارند. در هر یک از دیوارهای سمت قبله (جنوبی) و شرقی یک طاق نما، با عرض هشتاد و پنج سانتی‌متر و ارتفاع یک متر و پنجاه سانتی‌متر، ایجاد شده‌است. طاق طاقچه دیوار شرقی، با عمق بیست سانتی‌متر، نیم دایره است. در طاق نمای دیواره جنوبی یکی از زیارت نامه‌های امامزاده و تابلویی که شجره نامه امامزاده در آن ذکر شده است، قرار دارد. روی طاق نمای دیگر، زیارت نامه‌ای که قدیمی تر است، در کنار چند مهر و جانماز و کتاب‌های دعا دیده می‌شود. بالای طاق نمای دیوار جنوبی، کادر کاشی کاری شده‌ای ایجادشده وآیاتی از سورهٔ ((عصر)) به خط ثلث روی کاشی‌های لاجوردی نقش بسته‌اند. روی دیوار شمالی نیز دو پنجره مرتفع، که از خارج بنا هم دیده می‌شوند، در ارتفاع یک مترو پنجاه سانتی‌متری از کف زمین ایجاد شده‌اند. عرض این پنجره‌ها نود سانتی‌متر و ارتفاع آن‌ها تا دو مترو سی سانتی‌متر است. درگاهی این پنجره‌ها از سنگ مرمر است ویکی از آن‌ها در قسمت پیش فضا قرار دارد. در قسمت غربی سقف، دریچه‌ای دیده می‌شود که به پشت بام راه دارد.

## موقعیت
این امامزاده در محلی معروف به ((باغچه علی جان)) در تهران، خیابان ناصر خسرو، کوچه خدا بنده لو واقع است.

## روایات بین مردم
روزی مردی به همراه فرزندش، که نابینا بود تصمیم می‌گیرد به ده بغلی برود. آن‌ها شب در راه می‌مانند و مجبور می‌شوند زیر آسمان آبی بخوابند. مرد قطعه سنگی را می‌بیند و آن را زیر سر پسرش می‌گذارد تا روی آن بخوابد. صبح که بیدار می‌شود، مشاهده می‌کند که پسرش شفا گرفته و بینا شده‌است. وقتی به ده می‌رسد، ماجرا را تعریف می‌کند و به اتفاق چند نفر به همان محل می‌آیند و شروع به کندن زمین می‌کنند، و در نهایت، به قبر امامزاده اسحاق می‌رسند و این مکان زیازتگاه می‌شود.